# Granges (Veveyse)
Granges (Veveyse) (Freiburger Patois Grandzèⓘ) ist eine politische Gemeinde im Distrikt Veveyse (deutsch: Vivisbachbezirk) des Kantons Freiburg in der Schweiz.

## Geographie
Granges (Veveyse) liegt auf 753 m ü. M., 7 km nördlich von Vevey (Luftlinie). Das Dorf erstreckt sich an aussichtsreicher Lage auf einem Geländevorsprung am Nordrand des Höhenrückens des Mont Pèlerin, westlich des Tals der Biorde, im äussersten Südwesten des Freiburger Mittellandes.
Die Fläche des 4,5 km² grossen Gemeindegebiets umfasst einen Abschnitt der Molassehöhen im Einzugsbereich der oberen Broye. Das Gebiet wird im Westen durch den Bachlauf des Corbéron, im Osten durch denjenigen der Biorda begrenzt. Beide Gewässer fliessen durch breite Talmulden und vereinigen sich am nördlichsten Punkt der Gemeinde in der Talebene Pré de Sales, um nur rund 1 km weiter nördlich in die Broye zu münden. Dieses Gebiet gehört geographisch bereits zur Talschaft der Haute-Broye. Zwischen Corbéron und Biorda erhebt sich der Höhenzug des Mont Pèlerin, auf dem beim Mont Chesau mit 965 m ü. M. der höchste Punkt von Granges (Veveyse) erreicht wird. Sein Nordwesthang ist dicht bewaldet (Comba Losanna), während der Osthang überwiegend von Wiesen bestanden ist. Von der Gemeindefläche entfielen 1997 10 % auf Siedlungen, 19 % auf Wald und Gehölze, 70 % auf Landwirtschaft, und etwas weniger als 1 % war unproduktives Land.
Zu Granges (Veveyse) gehören über das ganze Gebiet verstreut zahlreiche Einzelhöfe. Nachbargemeinden von Granges (Veveyse) sind Bossonnens und Attalens im Kanton Freiburg sowie Chardonne, Puidoux und Oron im Kanton Waadt.

## Bevölkerung
Mit 970 Einwohnern (Stand 31. Dezember 2023) gehört Granges (Veveyse) zu den kleineren Gemeinden des Kantons Freiburg. Von den Bewohnern sind 92,5 % französischsprachig, 3,7 % deutschsprachig und 1,6 % sprechen Englisch (Stand 2000). Die Bevölkerungszahl von Granges (Veveyse) belief sich 1850 auf 282 Einwohner, 1900 auf 331 Einwohner. Nachdem die Bevölkerung bis 1950 auf 374 Personen angestiegen war, wurde bis 1970 ein klarer Rückgang um 20 % auf 299 Einwohner registriert. Seither wurde wieder eine markante Bevölkerungszunahme verbunden mit einer Verdoppelung der Einwohnerzahl innerhalb von 30 Jahren verzeichnet.

## Wirtschaft
Granges (Veveyse) war bis in die zweite Hälfte des 20. Jahrhunderts ein vorwiegend durch die Landwirtschaft geprägtes Dorf. Heute haben die Viehzucht und die Milchwirtschaft nur noch eine geringe Bedeutung in der Erwerbsstruktur der Bevölkerung. Zahlreiche weitere Arbeitsplätze sind im lokalen Kleingewerbe und im Dienstleistungssektor vorhanden. Wichtigster Arbeitgeber im Dorf war bis 2006 die 1964 gegründete Firma Sokymat SA, welche RFID-Transponder herstellte und 2006 liquidiert wurde. In Granges (Veveyse) gibt es daneben verschiedene Kleinunternehmen wie Schreinereien und mechanische Werkstätten, die speziell in der nördlich in der Gemeinde befindlichen Industriezone angesiedelt sind. In den letzten Jahrzehnten hat sich das Dorf zu einer Wohngemeinde entwickelt. Viele Erwerbstätige sind deshalb Wegpendler, die hauptsächlich in den Regionen Vevey-Montreux und Lausanne arbeiten.

## Verkehr
Die Gemeinde liegt abseits der grösseren Durchgangsstrassen, kann aber von Attalens, Bossonnens und Palézieux leicht erreicht werden. Die Eisenbahnlinie von Lausanne nach Freiburg durchquert zwar das Gemeindegebiet, besitzt hier aber keine Haltestelle; nächster Bahnhof ist der Knotenpunkt Palézieux-Gare. Am 29. April 1901 wurde die Schmalspurbahnlinie von Palézieux-Gare nach Châtel-Saint-Denis eröffnet. Die 2011 aufgehobene Haltestelle Granges (Veveyse) befand sich jedoch auf der östlichen Talseite der Biorda auf dem Gebiet von Bossonnens. Für die Feinverteilung im öffentlichen Verkehr sorgt die Buslinie der Transports publics Fribourgeois, die von Palézieux-Gare via Granges (Veveyse) nach Attalens verkehrt.

## Geschichte
Das Gemeindegebiet von Granges (Veveyse) war vermutlich schon in der Römerzeit besiedelt, da es an der Handelsstrasse von Aventicum (Avenches) nach Vevey lag. Beim Hof Beauregard wurden Gräber aus der Merowingerzeit gefunden.
Die erste urkundliche Erwähnung des Ortes erfolgte 1155 unter dem Namen Borcardus de Grangiis. Seit dem Mittelalter unterstand das Gebiet der Herrschaft Bossonnens. Die Herren überliessen den Gutshof Sâles 1134 der neu gegründeten Abtei Haut-Crêt. Diese unterhielt in Sâles einen Eigenwirtschaftshof, eine so genannte Grangie, von der sich der heutige Ortsname ableitet.
Im Jahr 1536 gelangte Granges (Veveyse) unter die Herrschaft von Freiburg und wurde der Vogtei Bossonnens zugeordnet. Ab 1615 gehörte das Dorf zur Vogtei Attalens. Nach dem Zusammenbruch des Ancien Régime (1798) gehörte Granges (Veveyse) während der Helvetik und der darauf folgenden Zeit zum damaligen Bezirk Châtel-Saint-Denis, bevor es 1848 in den Bezirk Veveyse eingegliedert wurde.

## Sehenswürdigkeiten
Granges (Veveyse) gehört zur Pfarrei Attalens. Die Kapelle Saint-Nicolas wurde erst 1933 bis 1935 erbaut und ersetzte ein früheres Gotteshaus, das im 19. Jahrhundert zerstört worden war. Das älteste Gebäude des Dorfes befindet sich in Sâles und datiert von 1508, ein weiteres Gebäude dieser Hofsiedlung stammt von 1730.